# Terrerola de Somàlia
La terrerola de Somàlia (Alaudala somalica) és una espècie d'ocell de la família dels alàudids (Alaudidae).

## Hàbitat i distribució
Habita deserts i planures àrides del nord de Somàlia i sud Etiòpia.